# Kriess (Namibia)
Kriess, selten auch Kries, ist eine Siedlung im Wahlkreis Gibeon in der Region Hardap im Süden Namibias. Die Siedlung hat eine Fläche von 420 km² und liegt 50 Kilometer östlich von Gibeon.
Kriess verfügt über eine Grundschule sowie eine lutherische Kirche.